# Оперение (авиация)

Оперение самолёта

Опере́ние (оперение летательного аппарата, ракеты) — совокупность аэродинамических поверхностей, обеспечивающих устойчивость, управляемость и балансировку самолёта в полёте. Состоит из горизонтального и вертикального оперения. Поскольку все эти элементы чаще всего расположены в хвостовой части, они также известны, как хвостовое оперение.

## Общие сведения
Основные требования к оперению:
- обеспечение высокой эффективности при минимальном лобовом сопротивлении и наименьшей массе конструкции;
- возможно меньшее затенение оперения другими частями самолёта — крылом, фюзеляжем, гондолами двигателей, а также одной части оперения другой;
- отсутствие вибраций и колебаний типа флаттера и бафтинга;
- более позднее, чем на крыле, развитие волнового кризиса.

### Горизонтальное оперение (ГО)
Обеспечивает продольную устойчивость, управляемость и балансировку. Горизонтальное оперение состоит из неподвижной поверхности — стабилизатора и шарнирно подвешенного к нему руля высоты. У самолётов с хвостовым расположением двигателей (например, Ту-154) горизонтальное оперение устанавливается в хвостовой части самолёта — на фюзеляже или на верху киля (T-образная схема).
В схеме «утка» оперение располагается в носовой части самолёта перед крылом. Возможна комбинированная схема, когда у самолёта с хвостовым оперением ставится дополнительное переднее оперение — схема с ПГО (переднее горизонтальное оперение), позволяющая использовать преимущества обеих указанных схем. Схемы «бесхвостка», «летающее крыло» горизонтального оперения не имеют.
Неподвижный стабилизатор обычно имеет фиксированный угол установки относительно продольной оси самолёта. Иногда предусматривается регулировка этого угла на земле. Такой стабилизатор называется переставным.
На тяжёлых самолётах для повышения эффективности продольного управления угол установки стабилизатора с помощью дополнительного привода может изменяться в полёте, обычно на взлёте и посадке, а также для балансировки самолёта на заданном режиме полёта. Такой стабилизатор называется подвижным.
На сверхзвуковых скоростях полёта эффективность руля высоты резко падает. Поэтому у сверхзвуковых самолётов вместо классической схемы ГО с рулем высоты применяется управляемый стабилизатор (ЦПГО), угол установки которого регулируется лётчиком с помощью командного рычага продольного управления или бортовым компьютером самолёта. Руль высоты в этом случае отсутствует.

### Вертикальное оперение (ВО)
Обеспечивает самолёту путевую устойчивость, управляемость и балансировку относительно вертикальной оси. Оно состоит из неподвижной поверхности — киля и шарнирно подвешенного к нему руля направления.
Цельноповоротное ВО применяется весьма редко (например, на Ту-160). Эффективность ВО можно повысить путём установки форкиля — переднего наплыва в корневой части киля, или дополнительным подфюзеляжным гребнем. Другой способ — применение нескольких (обычно не более двух одинаковых) килей. Непропорционально большой киль, или два киля — часто признак сверхзвукового самолёта, для обеспечения путевой устойчивости на больших скоростях.

## Формы оперения

Т-образное хвостовое оперение самолёта (Ту-154)

Формы поверхностей оперения определяются теми же параметрами, что и формы крыла: удлинением, сужением, углом стреловидности, аэродинамическим профилем и его относительной толщиной. Как и в случае с крылом различают трапециевидное, овальное, стреловидное и треугольное оперение.
Схема оперения определяется числом его поверхностей и их взаимным расположением. Наиболее распространены следующие схемы:
- Схема с центральным расположением вертикального оперения в плоскости симметрии самолёта — горизонтальное оперение в этом случае может располагаться как на фюзеляже, так и на киле на любом удалении от оси самолёта (схему с расположением ГО на конце киля принято называть Т-образным оперением).

Пример: Ту-154
- Схема с разнесённым вертикальным оперением — (часто называют Н-образным) две его поверхности могут крепиться по бокам фюзеляжа или на концах ГО. В двухбалочной схеме фюзеляжа поверхности ВО устанавливаются на концах фюзеляжных балок. На самолётах типа «утка», «бесхвостка», «летающее крыло» разнесенное ВО устанавливается на концах крыла или в средней его части.

Примеры: Пе-2, Lockheed P-38 Lightning
- V-образное оперение, состоящее из двух наклонных поверхностей, выполняющих функции и горизонтального и вертикального оперения. Из-за сложности управления и, как следствие, малой эффективности такое оперение широкого применения не получило. (Правда применение компьютерных пилотажных систем изменило ситуацию в лучшую сторону. Текущее управление V-образным оперением в оснащённых им новейших самолётах берёт на себя бортовой компьютер, — пилоту лишь достаточно задать стандартной ручкой управления направление полёта (влево-вправо, вверх-вниз), и компьютер сделает всё, что для этого нужно).

Пример: F-117
- Скошенное оперение (типа «бабочка», или оперение Рудлицкого).

Пример: Me.262 HG III

## Стабилизаторы и кили
Имеют полную аналогию с крылом, как по составу и конструкции основных элементов — лонжеронов, продольных стенок, стрингеров, нервюр, так и по типу силовых схем.
Для стабилизаторов вполне успешно используются лонжеронная, кессонная и моноблочная схемы, а для килей последняя схема применяется реже, из-за определённых конструктивных трудностей при передаче изгибающего момента с киля на фюзеляж. Контурный стык силовых панелей киля с фюзеляжем в этом случае требует установки большого числа силовых шпангоутов или установки на фюзеляже в плоскости силовых панелей киля мощных вертикальных балок, опирающихся на меньшее число силовых шпангоутов фюзеляжа.
У стабилизаторов можно избежать передачи изгибающих моментов на фюзеляж, если лонжероны или силовые панели левой и правой его поверхностей связать между собой по кратчайшему пути в центральной его части. Для стреловидного стабилизатора это требует перелома оси продольных элементов по борту фюзеляжа и установки двух усиленных бортовых нервюр. Если продольные элементы такого стабилизатора без перелома осей доходят до плоскости симметрии самолёта, то кроме бортовых силовых нервюр, передающих крутящий момент, потребуется ещё одна силовая нервюра в плоскости симметрии самолёта.
Свои особенности имеет конструкция управляемого стабилизатора — см. ЦПГО

## Рули и элероны

Ввиду полной идентичности конструкции и силовой работы рулей и элеронов в дальнейшем для краткости речь будет идти только о рулях, хотя все сказанное будет полностью применимо и к элеронам. Основным силовым элементом руля (и элерона, естественно), работающим на изгиб и воспринимающим практически всю перерезывающую силу, является лонжерон, который опирается на шарнирные опоры узлов подвески.
Основная нагрузка рулей — воздушная аэродинамическая, возникающая при балансировке, маневрировании самолёта или при полёте в неспокойном воздухе. Воспринимая эту нагрузку, лонжерон руля работает как неразрезная многоопорная балка. Особенность его работы заключается в том, что опоры руля закреплены на упругих конструкциях, деформации которых под нагрузкой существенно влияют на силовую работу лонжерона руля.
Восприятие крутящего момента руля обеспечивается замкнутым контуром обшивки, который в местах выреза под кронштейны крепления замыкается стенкой лонжерона. Максимальный крутящий момент действует в сечении кабанчика управления, к которому подходит тяга управления. Местом расположения кабанчика (тяги управления) по размаху руля можно существенно влиять на деформации руля при кручении.

### Аэродинамическая компенсация рулей
В полёте при отклонении рулевых поверхностей возникают шарнирные моменты, которые уравновешиваются усилиями летчика на командных рычагах управления. Эти усилия зависят от размеров и угла отклонения руля, а также от скоростного напора. На современных самолётах усилия управления получаются слишком большими, поэтому приходится в конструкции рулей предусматривать специальные средства для уменьшения шарнирных моментов и уравновешивающих их усилий управления. С этой целью используется аэродинамическая компенсация рулей, суть которой заключается в том, что часть аэродинамических сил руля создают момент относительно оси вращения, противоположный основному шарнирному моменту.
Наибольшее распространение получили следующие виды аэродинамической компенсации:
- роговая — на конце руля часть его площади в виде «рога» располагается спереди от оси шарниров, что обеспечивает создание момента обратного знака по отношению к основному шарнирному;
- осевая — часть площади руля по всему размаху располагается спереди от оси шарниров (ось шарниров смещается назад), что уменьшает шарнирный момент;
- внутренняя — обычно используется на элеронах и представляет собой пластины, прикреплённые к носку элерона спереди, которые связаны гибкой перегородкой со стенками камеры внутри крыла. При отклонении элерона в камере создаётся разница давлений над и под пластинами, которая уменьшает шарнирный момент.
- сервокомпенсация — в хвостовой части руля шарнирно подвешивается небольшая поверхность, которая тягой связывается с неподвижной точкой на крыле или оперении. Эта тяга обеспечивает автоматическое отклонение сервокомпенсатора в сторону, противоположную отклонению руля. Аэродинамические силы на сервокомпенсаторе уменьшают шарнирный момент руля.

Углы отклонения и эффективность работы такого компенсатора пропорциональны углам отклонения руля, что не всегда оправдывает себя, так как усилия управления зависят не только от углов отклонения руля, но и от скоростного напора. Более совершенным является пружинный сервокомпенсатор, у которого за счёт включения в кинематику управления пружины с предварительной затяжкой углы отклонения пропорциональны усилиям управления руля, что наилучшим образом отвечает назначению сервокомпенсатора — уменьшать эти усилия.

### Средства аэродинамической балансировки самолёта
Любой установившийся режим полёта самолёта, как правило, выполняется с отклоненными рулями, что обеспечивает уравновешивание — балансировку — самолёта относительно его центра масс. Возникающие при этом усилия на органах управления в кабине принято называть балансировочными. Чтобы зря не утомлять летчика и избавить его от этих ненужных усилий на каждой рулевой поверхности устанавливается триммер, позволяющий полностью снимать балансировочные усилия.
Триммер конструктивно полностью идентичен сервокомпенсатору и также шарнирно подвешивается в хвостовой части руля, но, в отличие от сервокомпенсатора, имеет дополнительное ручное или электромеханическое управление. Летчик, отклоняя триммер в сторону противоположную отклонению руля, добивается уравновешивания руля на заданном угле отклонения при нулевых усилиях на командном рычаге. В некоторых случаях используется комбинированная поверхность триммер-сервокомпенсатор, который при включении привода работает в качестве триммера, а при отключенном — выполняет функции сервокомпенсатора.
Следует добавить, что триммер может использоваться лишь в таких системах управления, в которых усилия на командных рычагах напрямую связаны с шарнирным моментом руля — системы механического безбустерного управления или системы с обратимыми бустерами. В системах с необратимыми бустерами — гидроусилителями — естественные усилия на огранах управления очень малы, и для имитации лётчику «механического управления» дополнительно создаются пружинными загрузочными механизмами и от шарнирного момента руля не зависят. В таком случае триммеры на рулях не ставятся, а балансировочные усилия снимаются специальными устройствами — механизмами эффекта триммирования, установленными в проводке управления.
Другим средством балансировки самолёта в установившемся режиме полёта может служить переставной стабилизатор. Обычно такой стабилизатор крепится шарнирно на задних узлах подвески, а передние узлы соединяются с силовым приводом, который, перемещая носовую часть стабилизатора вверх или вниз, изменяет углы его установки в полете. Подбирая нужный угол установки, летчик может уравновесить самолёт при нулевом шарнирном моменте на руле высоты. Этот же стабилизатор обеспечивает и требуемую эффективность продольного управления самолёта на взлете и посадке.

### Средства устранения флаттера рулей и элеронов
Причиной возникновения изгибно-элеронного и изгибно-рулевого флаттера является их массовая несбалансированность относительно оси шарниров. Обычно центр масс рулевых поверхностей расположен позади оси вращения. В результате при изгибных колебаниях несущих поверхностей силы инерции, приложенные в центре масс рулей, за счёт деформаций и люфтов в проводке управления отклоняют рули на некоторый угол, что приводит к появлению дополнительных аэродинамических сил, увеличивающих изгибные деформации несущих поверхностей. С ростом скорости раскачивающие силы растут и при скорости, называемой критической скоростью флаттера, происходит разрушение конструкции.
Радикальным средством устранения данного вида флаттера является установка в носовой части рулей и элеронов балансировочных грузов с целью перемещения их центра масс вперед.
100-процентная весовая балансировка рулей, при которой центр масс располагается на оси вращения руля, обеспечивает полное устранение причины возникновения и развития флаттера.

## Выбор и расчёт

Глубокое сваливание у самолётов с Т-образным оперением.

На органы оперения в полёте действуют распределённые аэродинамические силы, величина и закон распределения которых задаются нормами прочности или определяются продувками. Массовыми инерционными силами оперения ввиду их малости обычно пренебрегают.
Рассматривая работу элементов оперения при восприятии внешних нагрузок, по аналогии с крылом следует различать общую силовую работу агрегатов оперения как балок, в сечениях которых действуют перерезывающие силы, изгибающие и крутящие моменты, и работу местную от воздушной нагрузки, приходящейся на каждый участок обшивки с подкрепляющими её элементами.
Различные агрегаты оперения отличаются друг от друга назначением и способами закрепления, что вносит свои особенности в силовую работу и влияет на выбор их конструктивно-силовых схем.
Требуемая эффективность оперения обеспечивается правильным выбором форм и расположения его поверхностей, а также численных значений параметров этих поверхностей. Чтобы избежать затенения органы оперения не должны попадать в спутную струю крыла, гондол и других агрегатов самолёта. Не меньшее влияние на эффективность оперения оказывает и применение компьютерных пилотажных систем. Например до появления достаточно совершенных самолётных бортовых компьютеров V-образное оперение почти не применялось, из-за его сложности в управлении.
Более позднее наступление волнового кризиса на оперении достигается увеличенными по сравнению с крылом углами стреловидности и меньшими относительными толщинами. Избежать флаттера и бафтинга можно известными мерами устранения этих явлений аэроупругости.